# Кипарисовый ларец (студия)
Литературная мастерская «Кипарисовый ларец» существует с апреля 1982 года (первоначально при МФТИ). Создана Ольгой Ивановной Татариновой — прозаиком, поэтом и переводчиком, представительницей литературного андеграунда.
В 1984 году Ольга Ивановна получила приглашение от директора Дворца пионеров на Миуссах Фрунзенского района Т. В. Рудневой занять вакансию руководителя детской литературной студии. Таким образом, в феврале 1984 года «Кипарисовый ларец» продолжил работу на новом месте: по договоренности с директором туда перешла с руководителем взрослая группа и была набрана — из победителей районного литературного конкурса того года — первая школьная: 5-6-7-10 классы. Перемещение «Ларца» в центр Москвы способствовало его популярности и привлекло множество новых учеников и гостей.
20 февраля 2007 года Ольга Ивановна после тяжёлой болезни умерла. Незадолго до этого студия лишилась постоянного помещения и занималась в гостях у единомышленников. Однако, в конце 2007 года под руководством поэта и издателя, доцента кафедры Литературного института, к. фил. наук Игоря Болычева встречи студии возобновились в стенах Литературного института. Игорь Болычев стал руководителем взрослой группы мастерской. Руководителем детской группы стала Светлана Кочерина — драматург, арт-директор конкурса «Премьера. txt».
Издан альманах «Кипарисовый ларец» (М. 2011 и 2012)
За четверть века мастерская вырастила несколько поколений воспитанников, многие из которых стали известными писателями и поэтами, становились лауреатами различных литературных конкурсов, включая проводящиеся и поныне «Новые имена», «Волшебное слово», «Илья-Премия», «Сады Лицея», «Так начинают жить стихом» и др. «Кипарисовый ларец» не только помогает начинающим литераторам, но и выполняет образовательные задачи, а также является дискуссионным литературным клубом.